# Estimulació del mugró

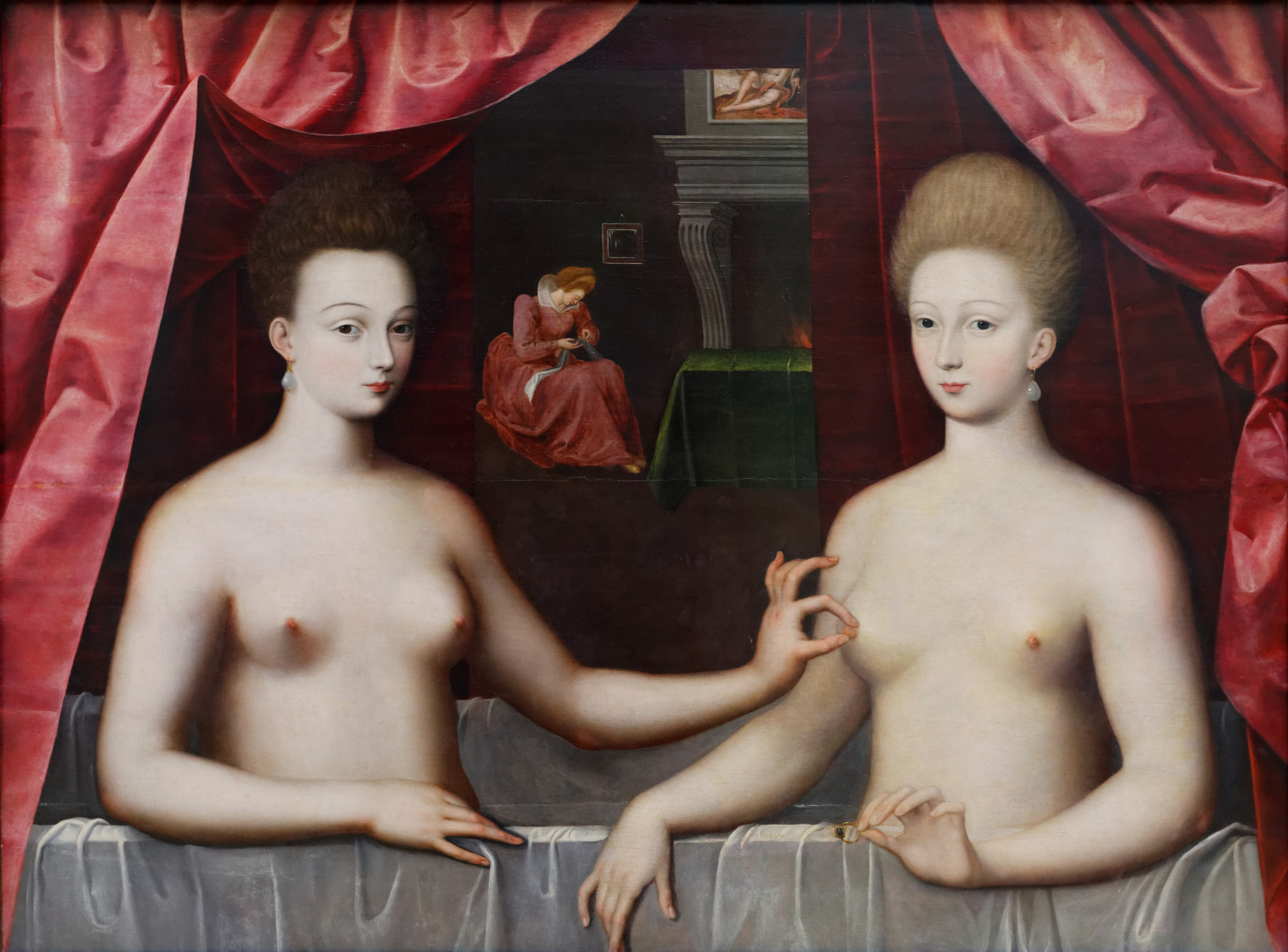
El mugró de Gabrielle d'Estrées és estimulat per la seva germana, la duquessa de Villars, cap al 1600.

L'estimulació del mugró o l'estimulació del pit és una pràctica sexual comuna de l'ésser humà, ja sigui per si mateixa o com a part d'altres activitats sexuals. La pràctica es pot realitzar a través de, o bé, per persones de qualsevol gènere o orientació sexual. Les dones i els homes adults indiquen que l'estimulació del pit es pot utilitzar tant per iniciar o per millorar l'excitació sexual.

## Desenvolupament i anatomia del pit
Al pit masculí o femení, el mugró i l'arèola es desenvolupen de manera similar en el fetus i durant la infància. A la pubertat, els pits de l'home romanen rudimentaris, però les dones es desenvolupen encara més, principalment a causa de la presència d'estrogens i progesterona, i esdevenen molt més sensibles que els dels homes. Tanmateix, els pits femenins més petits són més sensibles que els més grans.

## Tècniques
Els mugrons es poden estimular per via oral, amb els dits, la mà o mitjançant l'ús d'un objecte. L'estimulació oral implica que una parella sexual estimuli els mugrons d'un individu llepant-los, xuclant-los, mossegant-los o bufar sobre els mugrons de la parella. Algunes persones tenen la capacitat d'estimular els seus propis mugrons amb la boca. Altres maneres d'estimular els mugrons inclouen pessigar o fregar el mugró amb la mà o amb un objecte.

## Resposta fisiològica a l'estímul

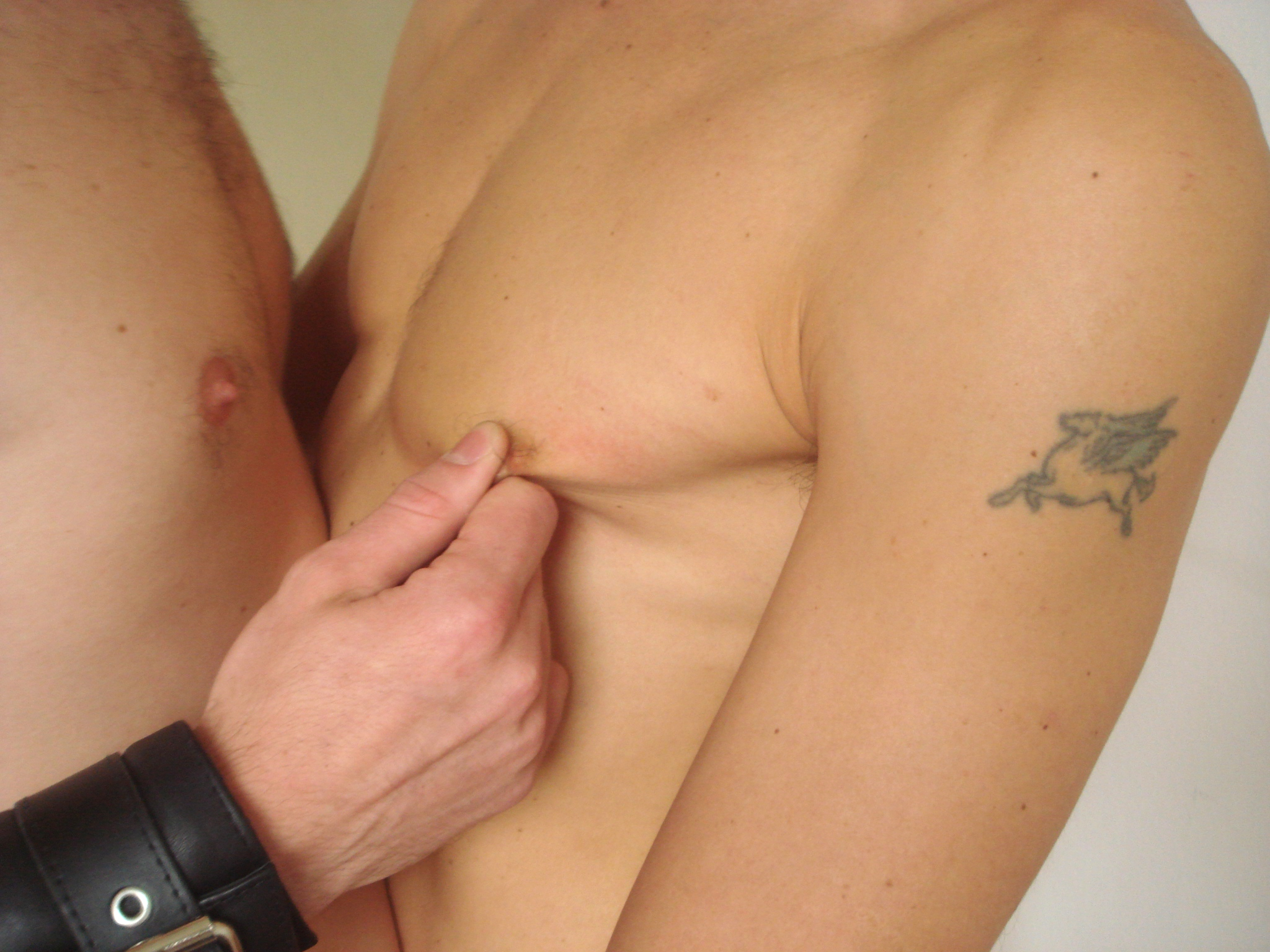
Estimulació del mugró

L'estimulació del mugró pot produir excitació sexual. Els mugrons erectes poden ser un indicador de l'excitació sexual d'un individu i, en conseqüència, la parella sexual de l'individu pot trobar eròtic aquesta estimulació. Els pits, i especialment els mugrons, són zones erògenes.
L'estimulació bucal dels mugrons de les dones, incloent la lactància materna, promou la producció i l'alliberament d'oxitocina i prolactina. A més de crear sentiments materns, també disminueix l'ansietat d'una dona i augmenta les sensacions de vinculació i confiança.
L'oxitocina està relacionada amb l'excitació sexual i el vincle de parella, però els investigadors estan dividits sobre si la lactància materna provoca excitació sexual. L'erecció del mugró també pot resultar durant l'excitació sexual o durant la lactància; tots dos són causats per l'alliberament d'oxitocina. L'erecció del mugró es deu a la contracció del múscul llis que es troba sota el control del sistema nerviós autònom, i és un producte del reflex pilomotor que causa la pell de la gallina. Una enquesta del 2006 va trobar que l'excitació sexual de al voltant del 82% de les dones joves i el 52% dels homes joves es produeix o es millora per l'estimulació directa dels mugrons, amb només el 7-8% que informen que va disminuir la seva excitació.
Poques dones declaren experimentar l'orgasme per l'estimulació del mugró. Abans de la recerca de ressonància magnètica funcional (fMRI) de Komisaruk et al. (2011) sobre estimulació del mugró, els informes de dones que aconseguien l'orgasme per l'estimulació del mugró es basaven únicament en proves anecdòtiques. L'estudi de Komisaruk va ser el primer a relacionar els genitals femenins amb la part sensorial del cervell; l'estudi va indicar que la sensació dels mugrons viatja a la mateixa part del cervell com les sensacions de la vagina, clítoris i cérvix, i que aquests orgasmes informats són orgasmes genitals provocats per l'estimulació del mugró i poden estar directament lligats a l'escorça sensorial genital (l'àrea genital del cervell).